# Якщо ми це все перенесемо...
«Якщо ми це все перенесемо…» («Ja mēs visu to pārcietīsim») — радянський художній фільм 1987 року, знятий режисером Роландом Калниньшем на Ризькій кіностудії.

## Сюжет
Сімейна сага за мотивами трилогії Андрія Упіта «Робежнієкі». Дія картини розгортається 1905 року в латиському селі Робежнієкі.

## У ролях
- Карліс Аушкапс — Мартиньш Робежнієкс
- Індра Бріке — Зелма
- Яніс Рейніс — Яніс Робежнієкс
- Едуардс Павулс — Мейєр
- Дзідра Рітенберга — дружина Мейєра
- Валдемарс Зандбергс — Гаїленс, батько Зелми
- Леонідс Грабовскіс — Волфс
- Інесе Петерсоне — Марія
- Едгарс Лієпіньш — Заренс
- Валентінас Мацулевічюс
- Юріс Стренга — роль другого плану
- Гунта Віркава — роль другого плану
- Яніс Заріньш — роль другого плану
- Андріс Берзіньш — епізод
- Майріта Барановська — епізод
- А. Яксіс — епізод
- Зане Янчевська — Юзе
- Юріс Калніньш — епізод
- А. Ланкаушс — епізод
- Гінтс Озоліньш — епізод
- Віра Шнейдере — епізод
- Улдіс Ваздікс — епізод
- Улдіс Ціпстс — епізод
- Роландс Загорскіс — епізод
- Юріс Камінскіс — епізод

## Знімальна група
- Режисер — Роланд Калниньш
- Сценарист — Віктор Лоренц
- Оператор — Гвідо Скулте
- Композитор — Імант Калниньш
- Художник — Арнолдс Плаудіс